# Explora
 (mars 2012).
Si vous disposez d'ouvrages ou d'articles de référence ou si vous connaissez des sites web de qualité traitant du thème abordé ici, merci de compléter l'article en donnant les références utiles à sa vérifiabilité et en les liant à la section « Notes et références ».
Pour le jeu vidéo de 1988, voir Explora: Time Run.
Explora est une collection de bande dessinée lancée en 2012 aux éditions Glénat, dirigée par l'écrivain et explorateur Christian Clot.

## Historique
La collection Explora est imaginée par Christian Clot et lancée en 2012 aux éditions Glénat. L'écrivain en devient également le directeur d'écriture . La collection est consacrée aux grands explorateurs de notre monde
.

## Concept
Chaque album d'Explora est constitué de 46 planches de bande dessinée scénarisée et de 8 pages de complément historique qui permettent de remettre le personnage dans le contexte de son époque ,.  

## Quelques albums
- Tenzing, sur le toit du monde avec Hillary, scénario Christian Clot - dessin Jean-Baptiste Hostache, avril 2012
- Magellan, jusqu'au bout du monde, scénario Christian Clot - dessin Thomas Verguet et Bastien Orenge, mars 2012
- Mary Kingsley, la montagne des Dieux, bande dessinée scénario Esteban Mathieu, Guillaume Dorison, Christian Clot  - dessin Julien Telo, Éditions Glénat, mars 2012
- Sir Richard Francis Burton, aux sources du Nil, scénario Alex Nikolavitch - dessin Dim. D, septembre 2012
- Sir Richard Francis Burton, le voyage à la Mecque, scénario Alex Nikolavitch et Christian Clot - dessin Lionel Marty, Juin 2013
- Fawcett, les cités perdues d'Amazonie, scénario Guillaume Dorison - Dessin Alexandro Bocci, septembre 2012